# Why Are We Not Perfect
Why Are We Not Perfect è un EP del gruppo musicale Jesu, pubblicato nel 2008.

## Tracce
1. Farewell – 6:32
2. Blind and Faithless – 3:33
3. Why Are We Not Perfect – 6:48
4. Farewell (Alternate Version) – 6:45
5. Why Are We Not Perfect (Alternate Version) – 6:50

## Formazione

### Gruppo
- Justin Broadrick – voce, strumenti